# 454

## Догађаји
- 21. септембар – Цар Валентинијан III је насмрт је ножем избо свог врховног команданта Флавија Аеција током састанка царског савета у Равени. Оптужио је Аеција да је ковао заверу против њега да преузме власт. Након његовог убиства, Западно римско царство нема ефикасног браниоца од непријатељских суседа варвара (Алана, Франка, Острогота, Вандала и Визигота).
- Битка код Недаа: Гепиди, Остроготи, Херули, Руги, Скири и Свеви предвођени Теодемиром побјеђују Хуне под Елаком, најстаријим сином Атиле Хуна, у Панонији. Елак је убијен током битке и наследио га је његов брат Денгизих.
- Ардарик уједињује Гепиде са другим германским племенима, и оснива Краљевство Гепида у Панонском басену.
- Вандали освајају Малту.
- Ирска: Основана је епархија Клогер.

## Рођења
- Википедија:Непознат датум — Теодорик Велики - краљ Острогота

## Смрти
- Википедија:Непознат датум — Аеције - војсковођа Западног римског царства (* 396.)
- Евхерије Лионски  - архиепископ Лиона, духовни писац
- Елак - један од Атилиних синова
- Јуста Грата Хонорија - ћерка западноримског цара Констанција III и Гале Плацидије
- Патријарх Диоскор - оснивач и први патријарх Коптске оријентално-православне цркве у Александрији